# Самылово (Никольский район)
Самылово — деревня в Никольском районе Вологодской области.
Входит в состав Нигинского сельского поселения, с точки зрения административно-территориального деления — в Нигинский сельсовет.
Расстояние по автодороге до районного центра Никольска — 22 км, до центра муниципального образования Нигино — 4 км. Ближайшие населённые пункты — Петрянино, Бураково, Подол.
По переписи 2002 года население — 19 человек.